# 沈遐熙
沈遐熙（1921年3月—2003年9月22日），男，回族，祖籍江苏南京，生于上海，中华人民共和国政治人物、伊斯兰教人物，中国共产党党员，中国伊斯兰教协会第五届会长。

## 生平
1938年，沈遐熙从上海省立公费中学毕业后，即来到中国共产党领导的陕甘宁边区投身抗日工作。1938年10月加入中国共产党。曾任镇原县三岔镇回民小学校长。后来在张家川担任清真寺经堂教育掌学、二阿訇。1948年，出任中共地下党清水县工委书记。1955年起，历任甘肃省临夏专区专员、临夏回族自治州州长。1965年调任甘肃省计划委员会副主任、甘肃省地质局副局长、代局长。文革爆发后，沈遐熙遭受批斗。
1978年，沈遐熙出任中央民族学院副院长。1982年后，历任中国伊斯兰教协会副主任、代主任，第五届会长，第六、七届顾问。沈遐熙还曾经兼任中国人民争取和平与裁军协会副会长，中国非洲友好协会副会长，中国中东学会副会长，中国印尼经济文化社会合作协会副会长，中国国际交流协会理事，世界伊斯兰教联盟清真寺最高理事会理事等职务。沈遐熙是第六届全国政协委员，第七、八、九届全国政协常务委员。
2003年9月22日，沈遐熙在北京病逝，享年82岁。